# مودو (چین)
مودو (به لاتین: Mudu) یک شهرک در جمهوری خلق چین است که در Wuzhong District واقع شده‌است.

## نگارخانه

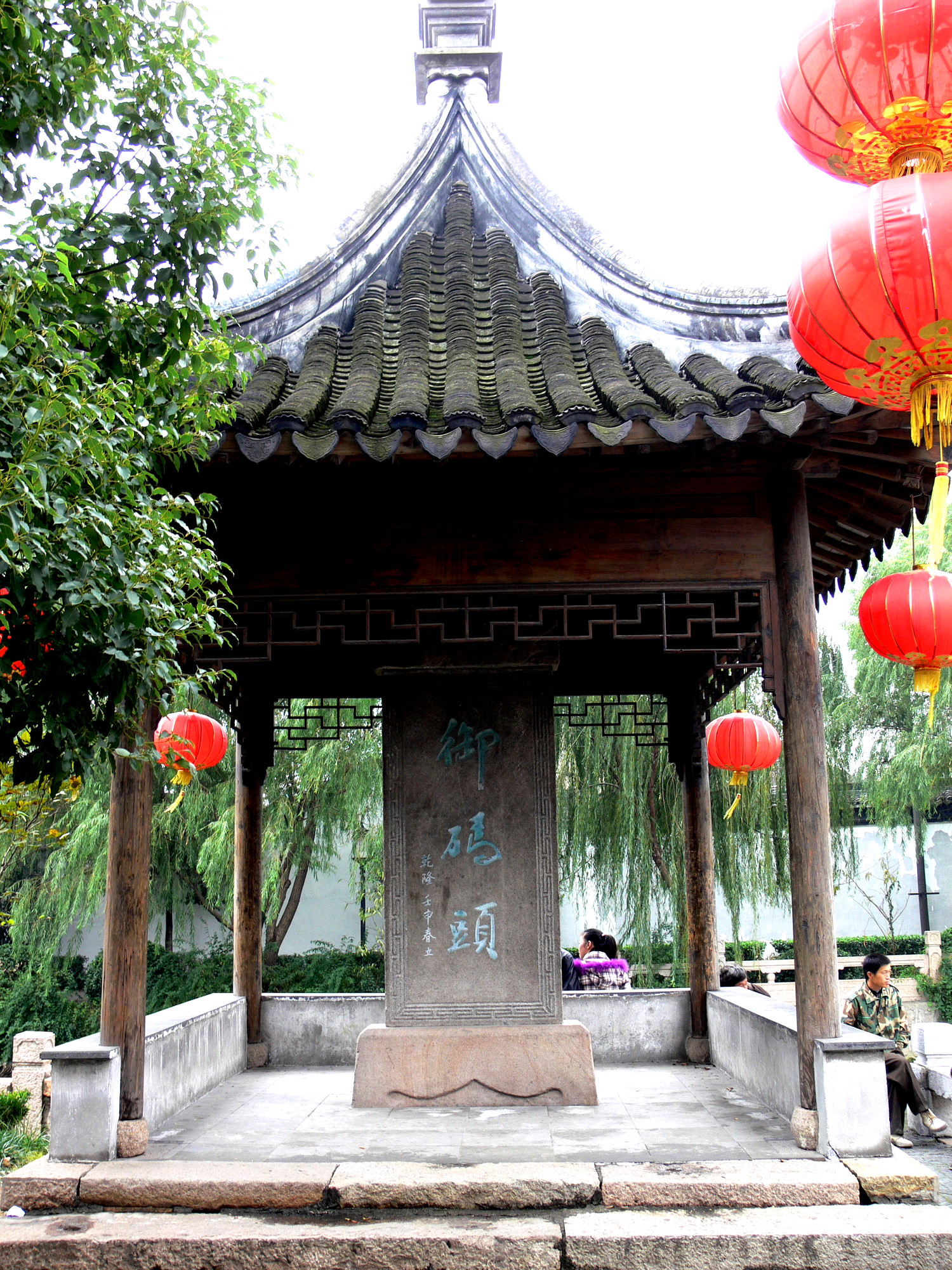
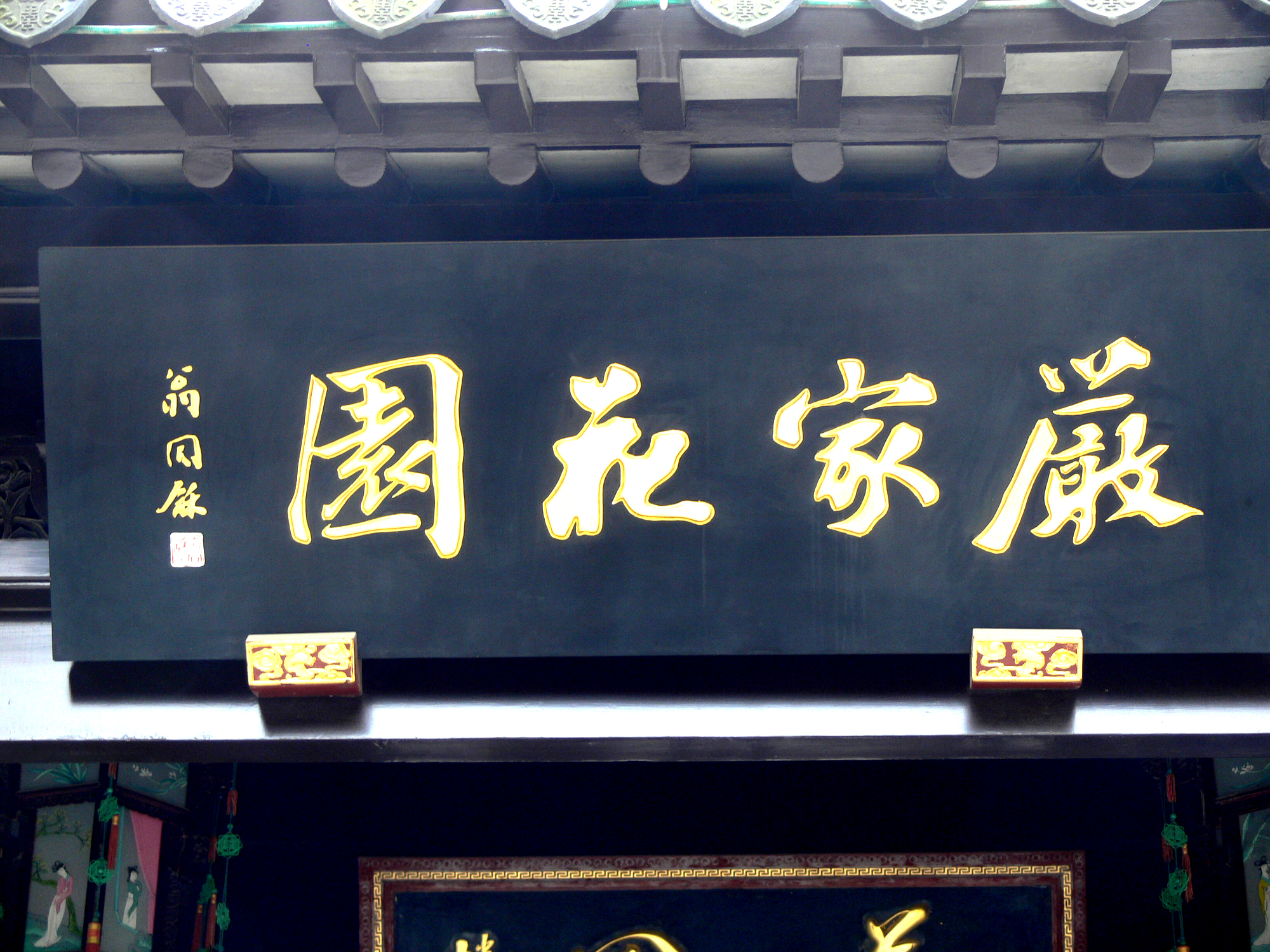
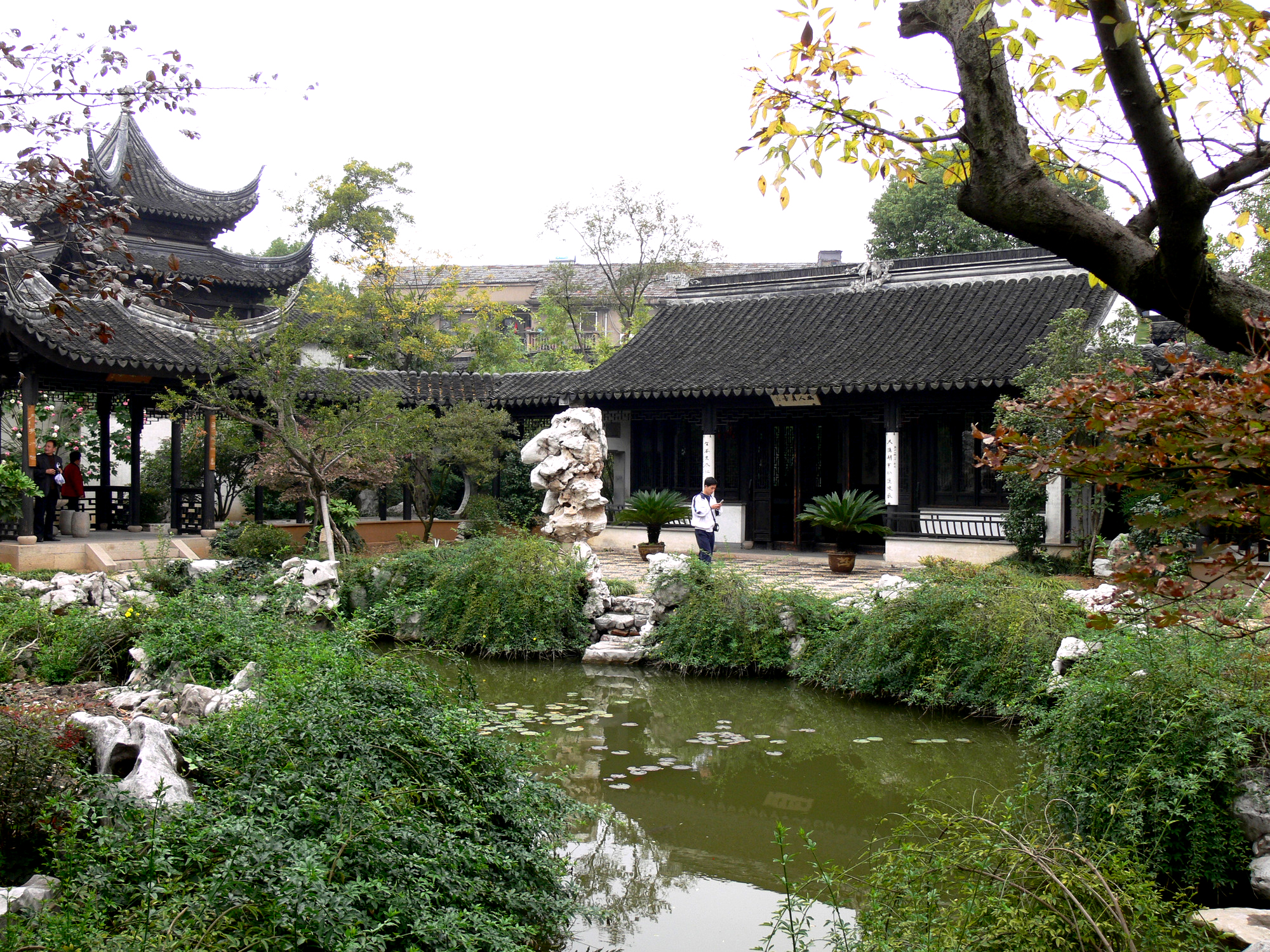
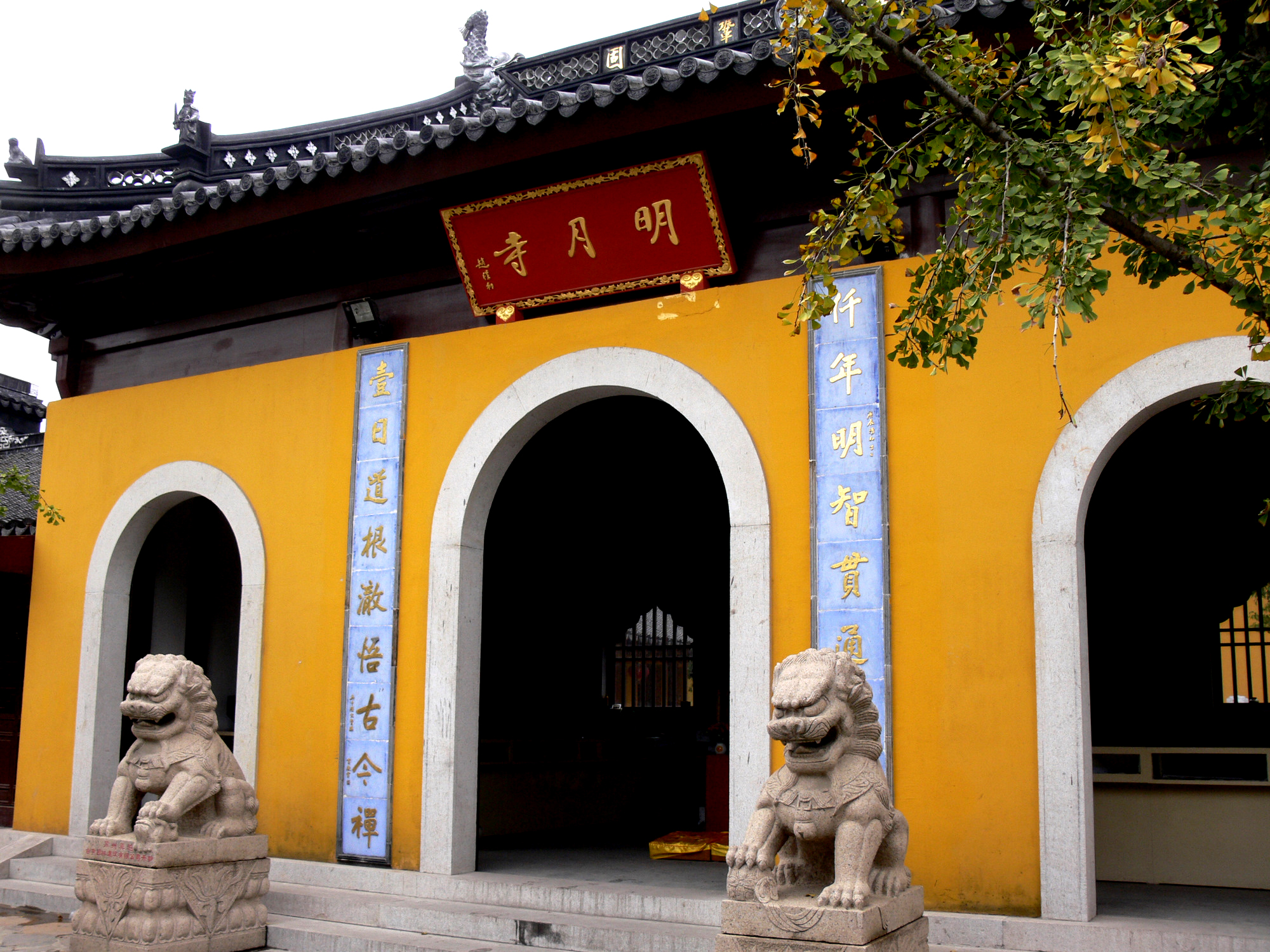